# En danser dør to gange
|  | Denne artikel er oprettet af botten Steenthbot ud fra en ekstern database. Den kan derfor have sproglige fejl eller mangler. Denne skabelon kan fjernes efter kontrol af indholdet. |

En danser dør to gange er en dansk dokumentarfilm fra 2021 instrueret af Maya Albana.